# وادي خيرة (العرضيات)
وادي خيرة هو واد صغير في تهامة بلاد بلقرن من روافد وادي الجوف، وعليه تقع قرية السقايف لقبيلة الجوف من آل سليمان بلقرن.